# Löger Gusztáv
Löger Gusztáv (Ószombat, 1827. (?), – Nyitra, 1898. október 19.) fényképész, vállalkozó, etnográfus, kultúrszervező.

## Élete
Nyitrán az 1860-as években (1865-1898) már fényképezett. Kiadta Nyitra vármegye népviseleteinek 28 színezett fényképét, melyet 1899-ben a vármegye monográfiájában is közöltek.
Előbb vándorfényképészként működhetett, majd 1865-ben Aradon nyitott műtermet. Valószínűleg Aradról költözött Pöstyénbe (1870-1894). Fényképészeti műterme ott valószínűleg haláláig működött.
1875-től önálló nyitrai műhelyt tartott fenn. Nyaranta Pöstyénben fényképezte a fürdő vendégeit, ahol színjáték és operett társulatot alapított. Az 1869-től minden év nyarán fellépett a városban. A nyári fürdőszezon lezárultával visszatértek Nyitrára és ott az Arany Szarvas vendéglőben léptek fel (1873-1874 körül). Az ő érdeme hogy 1874-től Nyitrán és Pőstyénben lépett fel Wagener Karolina 30 tagú gyermekszínjátszó csoportja. Számos szerződést kötött különféle művészcsoportokkal. 1877-től kapcsolatba lépett Schulz Gyula színigazgatóval. Az 1870-es vagy a 80-as években Pöstyénben is romantikus stílusban házat építtetett.
A nyitrai városi temetőben nyugszik.
A fényképészeti adatok szerint ugyanezen időszakban Löger Gusztávnak Aradon (1865-1890) és Herkulesfürdőn (előbb Décseyvel, majd 1865-ben) is működött műterme. Halála után felesége nevén folytatódott a vállalkozás.